# Barbus somereni
Barbus somereni е вид лъчеперка от семейство Шаранови (Cyprinidae). Видът не е застрашен от изчезване.

## Разпространение
Разпространен е в Бурунди, Руанда, Танзания и Уганда.

## Описание
На дължина достигат до 40 cm.